# Campionati italiani assoluti di scherma del 1933
I Campionati italiani assoluti di scherma del 1933 sono stati organizzati dalla Federazione Italiana Scherma.
Nel fioretto, si sono aggiudicati i titoli dei campionati italiani Gioacchino Guaragna, alla sua quinta affermazione, e Marisa Cerani, che ha bissato il titolo del 1928.
Il titolo della spada è andato a Saverio Ragno che ha bissato il titolo del 1926.
Nella sciabola Gustavo Marzi ha vinto il suo primo titolo nazionale maschile.

## Podi

### Uomini
| Specialità  | Oro                 | Argento | Bronzo |
| Individuali |                     |         |        |
| Fioretto    | Gioacchino Guaragna | -       | -      |
| Spada       | Saverio Ragno       | -       | -      |
| Sciabola    | Gustavo Marzi       | -       | -      |

### Donne
| Specialità  | Oro           | Argento | Bronzo |
| Individuali |               |         |        |
| Fioretto    | Marisa Cerani | -       | -      |